# Nedo
Nedo ist ein italienischer männlicher Vorname und Familienname.

## Namensträger

### Vorname
- Nedo Fiano (1925–2020), italienischer Überlebender des Holocaust
- Nedo Nadi (1894–1940), italienischer Fechter

### Familienname
- Kito Nedo (* 1975), deutscher Journalist und Autor
- Michael Nedo (* 1940), Direktor des Wittgensteinarchivs
- Pawoł Nedo, deutsch Paul Nedo (1908–1984), deutscher Pädagoge und Volkskundler sorbischer Nationalität